# カッコカワイイ宣言!
『カッコカワイイ宣言!』（カッコカワイイせんげん!）は、地獄のミサワによる日本の漫画作品。漫画雑誌『ジャンプスクエア』（集英社）にて、2010年2月号から2014年4月号まで連載された。

## 概要
1話完結型のギャグ漫画である。「この漫画にはかっこいい男子やかわいい女子しか登場させないことをここに宣言します!」と宣言し、当時編集長の“しょうがないな”の一言でカラー無しでの連載開始となったが、コミックス1巻の発行部数は25万部を突破している。
本編中に登場するキャラクター達の特徴として「カッコカワイイ」と銘打っているものの、世間一般で言う(あるいは他作品でよく見られる)「美男美女」が登場するわけではなく、全員が「顔のパーツが中央に寄っている」という大きな特徴がある。
現在では『ジャンプスクエア』内では珍しい、一編・三部作での形態をとっている漫画。分かりやすく、一章ごとに分けて読めるよう本誌の中でも3箇所に分けて（他の漫画を間に挟み）、掲載されている。また、『ジャンプスクエア』での掲載時は、全てのページの下に「〜人の為のフランス語講座」というミニコーナーが存在している。単行本にもそのまま収録されているが、連載が進むにつれあまり掲載されなくなった。

## キャラクター
かおちゃん
声 - 日笠陽子
本作の主人公。天然を装った腹黒。少し(かなり)ドジを装っているが、世界で1、2位を争う暴力的な美貌を持つという。日本の宝。ジョニー・デップと交際しているらしいが、作品には登場しない。単行本1巻で表紙を飾っている。
彼女曰く、「落ちている鳥は全部食う！うめーから食う！」。最近遅ればせながらIT企業に打って出ようとしている。口癖は「遅ればせながら！」。安室ちゃんそのもの。元安室ちゃん。上述の通り腹黒で、おなじドジのみきちゃんを敵対視している。友達が狙っている男全員と寝るのを目論んでいる。所持する運転免許証から昭和53年生まれで7年前に高校卒業していた。
みきちゃん
声 - 清水彩香
2年B組の女子生徒。かおちゃんと同じくドジだが、男子曰く本物のドジらしい。天然。本人は意識していないが、かおちゃんに敵対視されている。かおちゃんに痰を吐きかけられることが多い。
鳥（とり）
声 - 小山力也
本作の準主人公。実は「お兄さん(声：藤原啓治)が質問に答えるコーナー」内にてシュールな質問を繰り返ししていた「まなぶ」（声：大塚琴美）そのもの。人間を滅ぼすという目的のために地獄から蘇ってきた。くまさんと戦闘し瀕死のところをかおちゃんに拾われ、人間の優しさに気づくことになった。その後、かおちゃんと決闘し、敗北をすることになるが、成り行きで共同生活することになる。お腹の空いたかおちゃんによってから揚げにされた挙句に食べられることになる。ただ特別に美味かったわけではないという。なんだかんだと安室ちゃんに似ている。
くまさん
声 - 矢島晶子
鳥と同じく反人間派の一頭。私利私欲の為に人間の心臓をぶち抜く練習をしている。鳥に心の臓がお留守だったという理由で倒された。よく見ると安室ちゃんに似ている。
マリ
声 - 杉田智和
日本でナンバーワンのホステス。かわいい動物が大好き。鳥とくまさんが戦っているのを見て倒れこんだ。安室ちゃんに似ている。
書道家（しょどうか）
クレープと可愛い女の子が大好き。実は助平。
蒼夜薫（あおや かおる）
声 - 谷山紀章
かおちゃんの学校に転校してきた自称・地上に舞い降りた堕天使。
漆黒の堕天使と白銀の堕天使の間に生まれた金色の堕天使という謎の設定（俗に言う中二病）で話し方が特徴的。今世間とインターネットサーファーの中で最も注目されている堕天使で、背中から翼を生やすという謎の能力を持っているが、あまり飛べない。算数が苦手で、小二のころから算数が苦手とのこと。たまに足し算すら危ういらしい。当初は女子生徒に人気だったが、上述のことが元で冷めることもしばしば。
神高地隆介（かみこうち りゅうすけ）
声 - 下野紘
無職の男性。眼鏡をかけ、マントを羽織っている。自称「この世の真実を求め続ける者」。全ての謎を解き明かさないと夜も眠れないほど気になる。眠れない夜はネット掲示板にて芸能人の悪口を書いて過ごしている。
木（き）
声 - 藤原啓治
自分のことを人間だと思っている木。品種はスギ。仮に人間だとしても性格は最悪。火で焼かれる。
火の馬（ひのうま）
声 - 松山鷹志
鳥が人間を滅ぼすことを食い止めようとしている。ポニータやギャロップとは別物。
先輩（せんぱい）
声 - 藤原啓治
地元で一番「強そう」な先輩。自称・イタリアのマフィアを壊滅させた猛者だが、他者には「ダセえし臭い」と評される。スラム街に暮らしたいと願っていたが、ズボンが脱げそうになり、オートロックのマンションに住むハメになった。
後輩（こうはい）
声 - 矢島晶子
先輩の取り巻き。先輩に2万円貸している。思ったよりちょろい。裏世界の方の世話になったらしい。
加奈子（かなこ）
声 - 金元寿子
ちょっと強気で優しい女子高生。漫画じみたことをすると非常識だと周りから怒られ、何も悪くない時も怒られる不憫な人物。
加奈のねえちゃん（かなのねえちゃん）
声 - 小林ゆう
ただいま絶賛恋愛中の妹が居る。英語が得意で調子に乗るとすぐ英語をしゃべるので、友達からむかつかれている。
ヒデト
声 - 谷山紀章
加奈のねえちゃんと交際している。セックスに誘うタイミングの良さがピカイチ。特に理由はないが友達から嫌悪されている。
奥様（赤）（おくさま(あか)）
声 - 矢島晶子
もじゃもじゃとした髪が特徴の女性。奥様自身が住む界隈では、一番の収入を持つ主人と結婚した。てっぺーという息子がいるが、本当の母親ではないらしい。てっぺーの高校時代の同級生と肉体関係がある。
奥様（黄）（おくさま(き)）
声 - 近藤孝行
ボブカットの女性。既婚。手から石油が出たために、自宅をリフォームした。自他共に認める良妻とあるが、奥様(赤)がてっぺーのために作ったケーキと砂糖菓子を躊躇なく食べようとした。
奥様（黒）（おくさま(くろ)）
声 - 小堀友里絵
黒髪が特徴的な女性。奥様(赤)が作ったケーキを食べようとしなかったてっぺーを叱ったり、ケーキを食べようとした奥様（黄）を注意したりと、本作では稀に見る常識人。しかし逆上されたりと報われない苦労人。
てっぺー
声 - 杉田智和
反抗的な青年。奥様(赤)の息子。また理由は不明だが、奥様1からは「てっぺー」の他に「RY-46」と呼ばれている。かおちゃんのことが好き。
デニー
日本好きのアメリカ人。2巻で表紙を飾っているが、本作に登場したのは1回。
夫(おっと)
奥様達の夫。3人が言うに、収入がすごいだけらしい。
欺瞞（ぎまん）
何もかもが上手くいってない人。不運体質。

## アニメ
3分程度の短編アニメとして、2回アニメ化されている。主要スタッフ・共通する登場人物のキャストは同じで、タイトルも同じ『カッコカワイイ宣言!』である。また、DVDも発売されている。
なお、ニコニコ動画でのシリーズ再生回数(1期、2期を含む)は、1000万回を超え、(2011年12月現在)国内アニメでは1位となっている。

### 第1期
2010年11月5日から12月3日までの毎週土曜日、全5話が放送・配信された。
テレビ東京系列で18:00–18:30に放送された『サキよみ ジャンBANG!』内で放送され、18:30にニコニコチャンネル内「ジャンプSQ.チャンネル」で配信開始された。1話3分。
ただし、テレビ東京では11月26日の第4話で放送終了し、最終回の第5話はニコニコ動画限定で公開された。なお、第5話の最後には「次回もお楽しみに」というナレーションがあったが、この回が第1期最後となった。

### 第2期
2011年8月26日からニコニコチャンネルの「カッコカワイイ宣言」で配信開始。配信は不定期とされているが、第5回まではほぼ隔週金曜日（第2話のみ第1話の翌週金曜日）に配信開始されている。
2010年の全5話は「第1期」とされ、話数は再び第1話からカウントされている。

### スタッフ
- 監督 - まんきゅう
- 音響監督 - 藤原啓治
- 音響制作 - AIR AGENCY
- 録音スタジオ - スタジオごんぐ
- 制作 - ギャザリング
- 製作 - 集英社

### 声の出演

#### 第1期から
2期にも出演する。
- かおちゃん、ナレーション - 日笠陽子
- みきちゃん - 清水彩香
- 蒼夜薫 - 谷山紀章
- センパイ - 藤原啓治
- 後輩 - 矢島晶子
- 奥様(赤) - 矢島晶子
- 奥様(黄) - 近藤孝行
- 奥様(黒) - 小堀友里絵
- ナレーション - 小堀友里絵

#### 第2期
- やまもっちゃんほか - 阿部敦
- リーダー - 近藤孝行
- くまさん - 矢島晶子
- マリ、てっぺーほか - 杉田智和
- とり - 小山力也
- 福田 - 鈴木達央
- 神高地隆介 - 下野紘
- 加奈子 - 金元寿子
- 加奈のねえちゃんほか - 小林ゆう
- ヒデト、犯人ほか - 谷山紀章

### 各話リスト
| 話数                                 | サブタイトル                             | 収録巻         | 原作収録巻 |
| 第1期                                | 第1期                                    | 第1期          | 第1期      |
| ------------------------------------ | ---------------------------------------- | -------------- | ---------- |
| 第1話                                | ドジっ娘かおちゃん                       | たわけが！編   |            |
| 第2話                                | 脱げそう                                 | すごくない？編 |            |
| 第3話                                | 仲良し奥様3人組                          | こちょこちょ編 |            |
| 第4話                                | 地上に舞い降りた堕天使                   | うめーから編   |            |
| 第5話                                | 彼女いるの？いないの？                   | たわけが！編   |            |
| 第2期                                |                                          |                |            |
| 第1話                                | 2個                                      | こちょこちょ編 | 2巻        |
| 第2話                                | 裏                                       | こちょこちょ編 | 3巻        |
| 第3話                                | デュオ                                   | こちょこちょ編 | 2巻        |
| 第4話                                | 森2大主人公                              | すごくない？編 | 1巻        |
| 第5話                                | リフォーム                               | たわけが！編   | 1巻        |
| 第6話                                | とり                                     | たわけが！編   | 1巻        |
| 第7話                                | 寿司屋と資本主義                         | すごくない？編 | 2巻        |
| 第8話                                | 妹がいない抱きしめられると               | うめーから編   |            |
| 第9話                                | お兄さんが質問に答えるコーナーうめーから | うめーから編   |            |
| 第10話                               | プレゼント                               | すごくない？編 |            |
| DVD『こちょこちょ編』                |                                          |                |            |
|                                      | 加奈子                                   | こちょこちょ編 |            |
| 謎は許さない                         |                                          | こちょこちょ編 |            |
| なめ                                 |                                          | こちょこちょ編 |            |
| 寒さ                                 |                                          | こちょこちょ編 |            |
| DVD『たわけが！編』                  |                                          |                |            |
|                                      | 森の仲間たち                             | たわけが！編   |            |
| ドジっ娘2                            |                                          | たわけが！編   |            |
| 泉の精                               |                                          | たわけが！編   |            |
| DVD『すごくない？編』                |                                          |                |            |
|                                      | 強盗                                     | すごくない？編 |            |
| 目が覚めて                           |                                          | すごくない？編 |            |
| 寿司屋と資本主義 -二-                |                                          | すごくない？編 |            |
| DVD『うめーから編』                  |                                          |                |            |
|                                      | ランドセル                               | うめーから編   |            |
| リクライニングシート -前編- 癒し     |                                          | うめーから編   |            |
| リクライニングシート -後編- あるある |                                          | うめーから編   |            |
| 反人間派組織                         |                                          | うめーから編   |            |

### フランス語講座
第1期第1話〜第3話の最後にあったコーナー。
- 教授 - Uhlhorn Gauthier
- ナレーション - 日笠陽子

### 特典映像 地獄のミサワ先生トーク
第1期の各話配信開始の同日〜5日後に、アニメ本編と同じ「ジャンプSQ.チャンネル」で無料配信開始された、地獄のミサワと担当編集林のトーク。全5回。

### DVD
今まで配信されたタイトルすべて+未配信タイトル+特典映像が収録されたアニメDVDが4巻発売される。
- こちょこちょ編 - 2011年12月16日
- たわけが！編 - 2012年1月27日
- すごくない？編 - 2012年2月24日
- うめーから編 - 2012年3月23日

なお、「こちょこちょ編」はAmazon限定版が発売された。特典はセンパイ・後輩仲良しマフラータオル。

## 単行本
- 地獄のミサワ 『カッコカワイイ宣言!』 集英社〈ジャンプ・コミックス〉
  1. 2010年10月4日発売 ISBN 978-4-08-870139-4
    - ※併録：「DASH! 欧米人との恋」・「俳優伝説」・「King of まりっぺ」・「のり子、もう一度やり直さないか?」

  2. 2011年7月4日発売 ISBN 978-4-08-870265-0
    - ※併録：27歳シリーズ「キャリア」

  3. 2012年2月3日 ISBN 978-4-08-870381-7
    - ※併録：27歳シリーズ「カードゲーム王」・「チョッキリ☆ハート's」

  4. 2012年12月4日 ISBN 978-4-08-870560-6
  5. 2014年4月4日 ISBN 978-4-08-870689-4